# Franz Feierabend

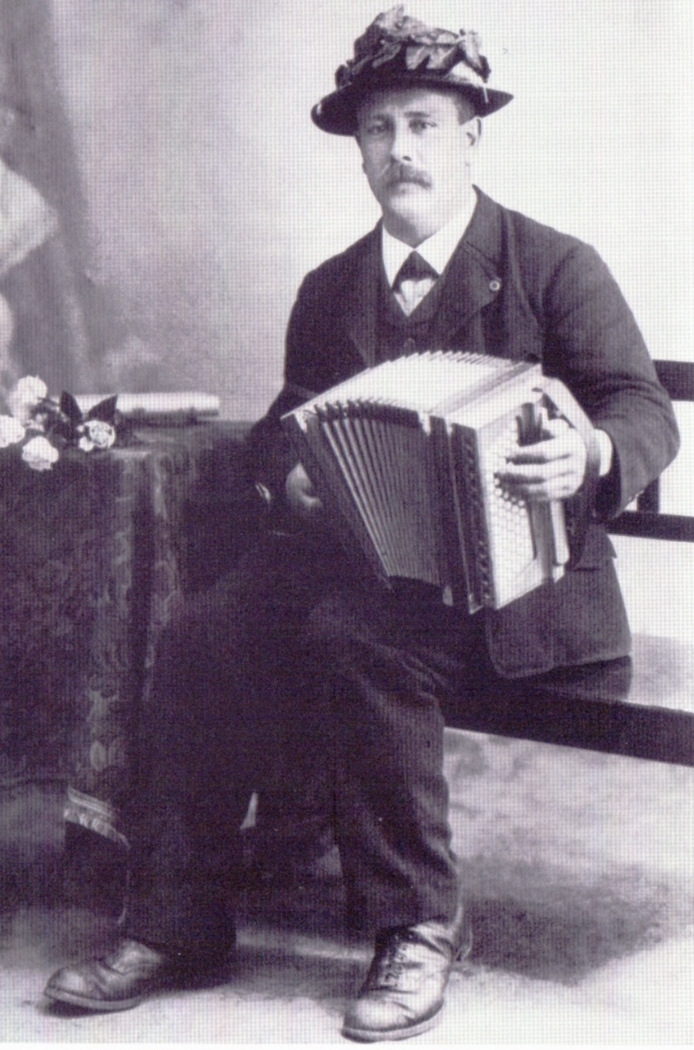
Franz Feierabend (1924)

Franz Feierabend senior, genannt Stalde Franz (* 24. August 1885; † 25. August 1964), war ein Schweizer Akkordeon- und Schwyzerörgelispieler und Komponist. Seine Musik war die Ländlermusik. Von Beruf war er Landwirt und Gastwirt.
Der Engelberger Gastwirt und Musiker "Stalde Franz", wie er nach dem Flurnamen des Hauses seiner Familie genannt wurde, hatte sich schon früh mit seiner Ländlermusik und seinem Handorgelspiel einen Namen gemacht. 
1922 war er am Handorgelwettspiel in Lachen SZ auf dem 7. Rang. 1924 gewann er an einem Akkordeon-Wettspiel in Luzern den 1. Platz. Im November 1939 spielte Franz Feierabend mit seinem Sohn Franz am Klavier und dem Bassisten Walter Kaiser seine ersten 12 Schellackplatten ein. 1946 folgten weitere Aufnahmen. Ebenfalls spielte Sohn Josef mit. Anfänglich spielte Stalden Franz auf einem diatonischen Schwyzerörgeli (bereits mit 13 auf einem 8-bässigen) und wechselte später auf ein chromatisches B-Griff-Akkordeon mit Schwyzerbass (Stradellabass, der auf dem Kopf steht) der Firma Eichhorn, bei welcher er auch stets Ideen und Wünsche für den Instrumentenbau einbrachte. 1915 verfügte er über ein Eichhorn-Akkordeon mit drei Melodiereihen und 1922 war Eichhorn schliesslich in der Lage ihm sein Wunschinstrument mit fünf Melodiereihen zu bauen. 
Seine ca. 50 Kompositionen reihen sich in die Innerschweizer Ländlermusik ein und gehören zum Repertoire verschiedenster Formationen. Im 2011 wurde eine neue CD mit einigen Titeln vom Franz Feierabend aufgenommen.

## Kompositionen von Franz Feierabend (Auswahl)
Abfahrt vom Jochpass, Abschied vom Wasserfall, Älplers Abschied, Am Holzchilbi-Morge, Am Trachtefäscht z'Montreux, Bim Brändli Franz z'Kriens, Brunhanse-Stimmig, Dr letscht Ländler vom Franz, Dr Schwarzhändler, E luschtigi Buurechilbi, Echo vom Titlis, Ferien in Engelberg, Franz spielt Ländler, Gruss an die Ländlermusikanten, Gruss an Hergiswil, Heimkehr von der Schnapsegg, Im Burehof z'Altdorf, Im Höllloch, Jost's Freuden, Madlen hed Kaffee ubr, Nach Feierabend, Nur kei Angst, Öppis urchigs vom Stalde Franz, Tätschbach Rauschen, Uf de Fürrenalp, Uf dr Ebnetalp.